# Eldstöt
Eldstöt (jämför tyska: Feuerstoß, engelska: burst fire) avser när ett helautomatiskt vapen avlossar eldskurar i serie. Skurar mot en och samma punkt kallas punkteld.
Eldstötar och punkteld används för att uppnå en effektiv blandning mellan bra träffbild, ammunitionshantering och verkan. Elden kraftsamlas både överraskande och momentant. De används vid närstrid och strid på korta avstånd, mot ytmål och osynliga mål, antingen i stående, knästående eller liggande ställning.

## Mekanisk punkteld
- • Läge: S – säkrad
- • Läge: 1 – patronvis eld (1 skott per avtryck)
- • Läge: 3 – treskottspunkteld (3 skott per avtryck)
- • Läge: 20 – automateld ("bakom omställarens arm")

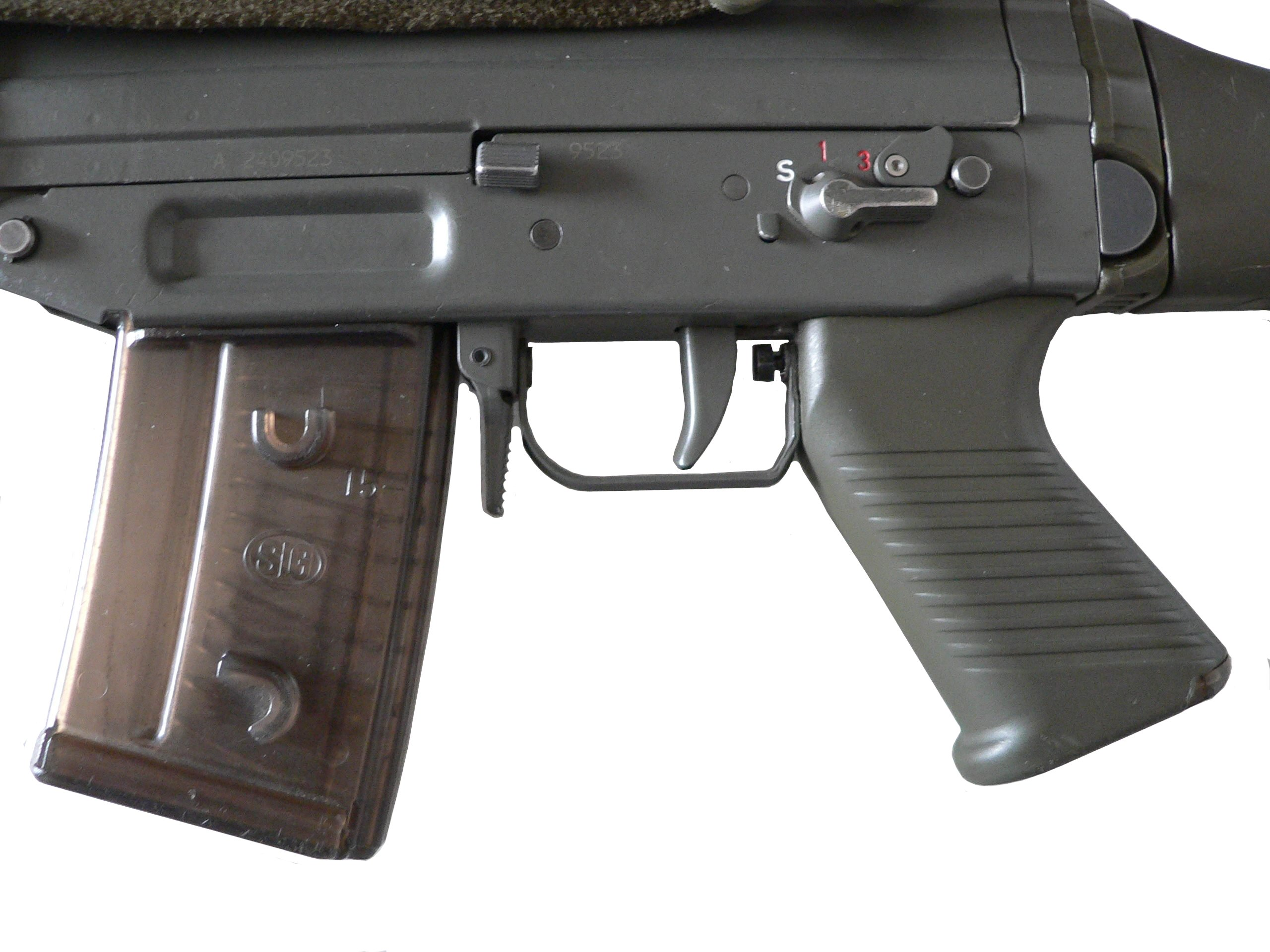
Omställaren på en en automatkarbin:

Punkteld kan vara manuellt avtryckt i automateldläge eller mekaniskt avtryckt från en inbyggd mekanism i vapnet (engelska: burst mode) där ett bestämt antal projektiler avfyras per avtryckning av vapnets avtryckare, exempelvis: tvåskottspunkteld eller treskottspunkteld.
Sådant kan vara valbart genom en omställare eller ett fast avfyringsläge. Antalet skott vid mekaniskt bestämd skottsalva begränsas av mekaniska effekter, ofta med hjälp av kugghjul, i laddning- och avtryckarmekanismen. Efter var mekanisk skottsalva återställs avfyrningsmekanismen och gör vapnet redo att direkt avlossas igen.

### Kända vapen med mekanisk punkteld
- 1963 : M16 Rifle – treskottspunkteld
- 1970 : Heckler & Koch VP70(en) – treskottspunkteld
- 1970 : Heckler & Koch G11(en) – treskottspunkteld
- 1980 : AEK-971(en) – tvåskottspunkteld
- 1982 : Heckler & Koch MP5 – tvåskotts- samt treskottspunkteld
- 1982 : FN FNC – treskottspunkteld
- 1985 : L85A1 – treskottspunkteld
- 1986 : AO-63(en) – tvåskottspunkteld
- 1987 : Steyr ACR(en) – treskottspunkteld
- 1990 : SIG 550(en) – treskottspunkteld
- 1994 : M4 Carbine – treskottspunkteld
- 1994 : AN-94 – tvåskottspunkteld
- 1994 : AK-107 – treskottspunkteld
- 2009 : KRISS Vector(en) – treskottspunkteld
- 2018 : AK-12(en) – tvåskottspunkteld